# Smírčí kříž v Boru
Smírčí kříž stojí na severní straně kostela svaté Maří Magdalény v obci Bor v okrese Karlovy Vary. Je kulturní památkou České republiky.

## Historie
Smírčí kříž byl přenesen z místa asi jeden kilometr severně od Boru z pole u polní cesty k Nejdě v Nové Vísce. Místo bylo nazýváno Kalbl (německy). Malíř Karel Šrámek jej zachytil na původním místě na svém akvarelu v roce 1938.

## Popis
Kříž je monolit z hrubozrnné žuly ve tvaru latinského kříže. Hrany jsou zaoblené, s nestejně dlouhými rameny, svislé břevno se směrem dolů rozšiřuje. Na přední straně je vytesán kříž.

### Rozměry
Výška svislého břevna se uvádí od 1,22 do 0,98 m, šířka nahoře je 0,29 m v patě 0,54 m. Délka příčného břevna je od 0,63 do 0,67 m a šířka břevna je 26 cm. Tloušťka se uvádí od 25 cm do 30 cm. Hlava kříže má výšku 23 cm. Vytesaný kříž má rozměry 30 cm a šířku 13 cm.